# 科学大道 (郑州)
科学大道是郑州市西北部的一条东西走向主干道，双向8车道。科学大道东起北三环、西三环与科学大道立交桥，西段经延伸后直抵上街区北部，成为连接郑州市区西北部、荥阳市和上街区的一条市域快速通道。在西四环和 234国道之间的科学大道为 104省道的一段。
科学大道郑州高新区段为区内最为重要的一条主干道路，北侧坐落着解放军信息工程大学、郑州大学、郑州轻工业大学三所高校，南侧坐落着中铁隧道、郑州机械研究所、中棉所三个国家级重点实验室。

## 历史
2012年9月12日，全长12.9公里的科学大道西延工程高新区段正式通车。